# Jarmiła
Jarmiła – imię żeńskie, współczesny neologizm naśladujący imiona słowiańskie, znany u Słowian Południowych. Znaczenie według członów, wywodzi się z elementów słowiańskich „jary” żywiołowy, silny, impulsynwny i „mil” kochająca, miła. Całość imienia tłumaczy się jako „Żywioł miłości, impuls miłości”. Imię Jarmiła występuje również w nieco zmienionej formie Jarmila. Zdrobnienia tych imion to: Jarmi, Jarmilka, Misia, Milusia, Jarcia. W Polsce, zgodnie z listą imion żeńskich w rejestrze PESEL stan na 24.01.2022 nadano dziewczynkom 64 razy imię Jarmila, natomiast imię Jarmiła było nadane 18 razy. 